# Tour della nazionale maschile di rugby a 15 dell'Argentina 1982
Il tour della Nazionale argentina di rugby a 15 si tenne tra ottobre e novembre 1982 in Europa; le destinazioni furono Francia e Spagna.
In Francia la squadra affrontò sette incontri, due dei quali altrettanti test match contro la Nazionale di casa, tre contro i comitati regionali di Alvernia, Drôme–Ardèche e Poitou-Charente, una contro la selezione dell'Esercito e infine una contro i Barbarian francesi.
I due test match contro la Francia, disputatisi a Tolosa e a Parigi, si risolsero in altrettante sconfitte, anche se di contro si segnalò la vittoria a Dax contro i Barbarian francesi; la selezione argentina fu sconfitta anche da Drôme–Ardèche e dall'Esercito, riportando altresì due vittorie contro Alvernia e Poitou-Charente.
Complessivamente la parte francese del tour si risolse in tre vittorie e quattro sconfitte, ivi inclusi i test match.
In Spagna, invece, i Pumas disputarono un incontro cui non assegnarono valore di test match contro la Spagna, disputato a Madrid allo stadio dell'Università Complutense e vinto per 28-19, portando il totale del tour a quattro vittorie e quattro sconfitte.
Capitano del tour fu Hugo Porta, mentre il C.T. era Rodolfo O'Reilly.

## Risultati

### Itest match
| Arbitro: | John West |

|                                      |      |                |
| Sella 38’, 77’ Estève 42’ Blanco 61’ | mt   | 19’ Travaglini |
|                                      | tr   | 19’ Porta      |
| Blanco 50’ D. Camberabero 56’        | c.p. | 5’, 64’ Porta  |
| D. Camberabero 71’                   | drop |                |

| Arbitro: | David Burnett |

|                     |      |                |
| 62’ Bégu 79’ Blanco | mt   |                |
| 79’ D. Camberabero  | tr   |                |
|                     | c.p. | 37’, 57’ Porta |
| 66’ D. Camberabero  | drop |                |

### Gli altri incontri
| Clermont-Ferrand 30 ottobre 1982 | Alvernia XV | 15 – 38 | Argentina XV | Stadio Marcel Michelin\| Arbitro: \| M. Chevrie \| |
| Arbitro:                         | M. Chevrie  |         |              |                                                    |

| Valence 3 novembre 1982 | Drôme–Ardèche XV | 25 – 15 | Argentina XV | Stadio Georges Pompidou\| Arbitro: \| M. Bressy \| |
| Arbitro:                | M. Bressy        |         |              |                                                    |

| Aurillac 6 novembre 1982 | Armée de terre | 27 – 9 | Argentina XV | Stadio Jean Alric\| Arbitro: \| M. Puget \| |
| Arbitro:                 | M. Puget       |        |              |                                             |

| Dax 11 novembre 1982 | Barbarian francesi | 8 – 22 | Argentina XV | Stadio Maurice Boyau\| Arbitro: \| M. Mourette \| |
| Arbitro:             | M. Mourette        |        |              |                                                   |

| Angoulême 18 novembre 1982 | Poitou-Charente XV  | 9 – 12 | Argentina XV | Stadio Chanzy\| Arbitro: \| Marc Seint Guilhhea \| |
| Arbitro:                   | Marc Seint Guilhhea |        |              |                                                    |

| Madrid 23 novembre 1982 | Spagna XV   | 19 – 28 | Argentina XV | Stadio Complutense (7 500 spett.)\| Arbitro: \| Yves Bressy \| |
| Arbitro:                | Yves Bressy |         |              |                                                                |